# Mathieu Amalric
Mathieu Amalric (* 25. října 1965 Neuilly-sur-Seine) je francouzský filmový herec a režisér, vícenásobný držitel Césara a několika dalších filmových cen.

## Život a kariéra
Je synem Jacquesa Amalrica, zahraničního dopisovatele deníku Le Monde a Nicole Zand, literární kritičky stejného listu. Matka byla po rodičích židovského původu.
Ve filmu debutoval v roce 1984 ve filmu Milenci luny, načež na několik let přerušil uměleckou činnost. V dalších filmech se pak objevil až na začátku 90. let 20. století, významnější snímky ale natočil až v novém tisíciletí. K nejvýznamnějším filmům, v nichž hrál, patří Učená pře aneb Můj pohlavní život z roku 1996, za který získal prvního Césara, Králové a královna z roku 2004 nebo o rok později snímek Mnichov, režírován Stevenem Spielbergem, díky kterému vešel i do mezinárodního povědomí.
V roce 2007 hrál hlavní postavu ve filmu Skafandr a motýl, díky kterému získal svého třetího Césara. Kromě toho film získal množství různých mezinárodních filmových cen a tento film lze považovat za dosavadní vrchol jeho herecké kariéry. O rok později získal roli v bondovce Quantum of Solace, díky čemuž se stal jedním z nejznámějších francouzských herců.
Po roce 2010 se kromě ojedinělých divadelních aktivit intenzivněji věnuje také filmové režii. Za film Turné byl jakožto režisér, kromě jiných ocenění, oceněn například cenou pro nejlepšího režiséra na Filmovém festivalu v Cannes.
Byl ženatý s herečkou Jeanne Balibar, se kterou má dva syny. Žije v pařížské čtvrti Belleville se svou přítelkyní Stéphanie Cléau. V roce 2007 se jim narodilo třetí dítě, rovněž syn.

## Herecká filmografie (výběr)
- 1984 : Milenci luny (Les Favoris de la lune), režie Otar Ioseliani
- 1992 : La Sentinelle (La Sentinelle), režie Arnaud Desplechin
- 1996 : Učená pře aneb Můj pohlavní život (Comment je me suis disputé... (ma vie sexuelle)), režie Arnaud Desplechin
- 1998 : Alice a Martin (Alice et Martin), režie André Téchiné
- 1999 : Sbohem, můj sladký domove (Adieu, plancher des vaches!), režie Otar Ioseliani
- 2002 : Ráno v Benátkách (Lundi matin), režie Otar Ioseliani
- 2002 : To nám ještě scházelo! (C'est le bouquet!), režie Jeanne Labrune
- 2004 : Králové a královna (Rois et reine), režie Arnaud Desplechin
- 2004 : Le Pont des Arts (Le Pont des Arts), režie Eugène Green
- 2005 : La Moustache (La Moustache), režie Emmanuel Carrère
- 2005 : Mnichov (Munich), režie Steven Spielberg
- 2005 : Viděl jsem, jak byl zabit Ben Barka (J'ai vu tuer Ben Barka), režie Serge Le Péron
- 2006 : Marie Antoinetta (Marie Antoinette), režie Sofia Coppola
- 2006 : Píseň pro tebe (Quand j'étais chanteur), režie Xavier Giannoli
- 2006 : Velký apartmán (Le Grand appartement), režie Pascal Thomas
- 2007 : Blonďáček (Michou d'Auber), režie Thomas Gilou
- 2007 : Herečky (Actrices), režie Valeria Bruni Tedeschiová
- 2007 : Lidská otázka (La Question humaine), režie Nicolas Klotz
- 2007 : Příběhy Richarda O. (L'Histoire de Richard O.), režie Damien Odoul
- 2007 : Skafandr a motýl (Le Scaphandre et le papillon), režie Julian Schnabel
- 2007 : Tajemství (Un Secret), režie Claude Miller
- 2008 : O válce (De la guerre), režie Bertrand Bonello
- 2008 : Quantum of Solace (Quantum of Solace), režie Marc Forster
- 2008 : Vánoční příběh (Un conte de Noël), režie Arnaud Desplechin
- 2008 : Veřejný nepřítel č. 1: Epilog (L'Ennemi public n°1), režie Jean-François Richet
- 2009 : Les Derniers jours du monde (Les Derniers jours du monde), režie Arnaud Larrieu a Jean-Marie Larrieu
- 2009 : Les Herbes folles (Les Herbes folles), režie Alain Resnais
- 2009 : Tvář (Visage), režie Ming-liang Tsai
- 2010 : Tajemství mumie (Les Aventures extraordinaires d'Adèle Blanc-Sec), režie Luc Besson
- 2010 : Turné (Tournée), režie Mathieu Amalric
- 2011 : Johanka v zajetí (Jeanne captive), režie Philippe Ramos
- 2011 : Kuře na švestkách (Poulet aux prunes), režie Marjane Satrapiová a Vincent Paronnaud
- 2011 : Rabínův kocour (Le Chat du rabbin), režie Antoine Delesvaux a Joann Sfar
- 2012 : Znovu zamilovaná (Camille redouble), režie Noémie Lvovsky
- 2012 : Cosmopolis (Cosmopolis), režie David Cronenberg
- 2012 : Ještě jste nic neviděli (Vous n'avez encore rien vu), režie Alain Resnais a Bruno Podalydès
- 2012 : Linhas de Wellington (Les Lignes de Wellington), režie Raúl Ruiz

## Režijní filmografie (výběr)
- 2010 : Turné (Tournée), režie Mathieu Amalric

## Ocenění

### César
Ocenění
- 1997: César pro nejslibnějšího herce za film Učená pře aneb Můj pohlavní život
- 2005: César pro nejlepšího herce za film Králové a královna
- 2008: César pro nejlepšího herce za film Skafandr a motýl

Nominace
- 2011: César pro nejlepšího režiséra za film Turné